# Schloss Dornsberg

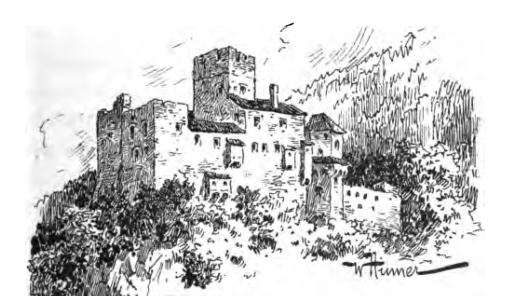
Dornsberg in einer Zeichnung von Wilhelm Humer aus dem Jahr 1894

Schloss Dornsberg (auch Tarantsberg) ist eine Burg am Fuß des Nördersbergs bei Naturns im Vinschgau (Südtirol).

## Geschichte
Die Edlen von Tarant (auch Herren von Torand oder Partschins) begannen im Jahr 1217 mit dem Bau der Burg Tarantsberg, die ihr Familienstammsitz werden sollte. Im Jahr 1232 erscheint auch der Name Dorenberch. Die Ursulakapelle wurde wohl zwischen 1270 und 1280 errichtet.
Engelmar, Ulrich und Hanns Tarant verloren die Gunst der Tiroler Herrscher und mussten die Burg veräußern. Nach Burglechner hatte schon Arnold von Tarant im Jahr 1291 die Burg an den Grafen Meinhard von Tirol um 226 Mark Berner verkauft. Im Jahr 1347 erwarb Heinrich von Annenberg von Ulrich von Reichenberg und Katharina von Waldeck die Burg, nunmehr Dornsberg genannt. Ab 1699 war die Burg in Besitz der Grafen von Mohr, die diese später an die Freiherrengeschlechter Giovanelli und Fuchs vermachten. Die Burg steht seit dem 31. Mai 1950 unter Denkmalschutz.